# Guerra dei cent'anni (1369-1389)
La guerra Carolina fu la seconda fase della guerra dei cent'anni tra il Regno di Francia e il Regno d'Inghilterra, e che seguì alla guerra edoardiana, dalla fine della quale erano passati nove anni.
Questa fase del conflitto, della durata di 20 anni, viene così chiamato, soprattutto dagli storici anglosassoni, a causa di Carlo V di Francia, che infranse il trattato di Brétigny firmato nel 1360 e riprese le ostilità. Gli storici francesi, invece, preferiscono indicare come prima fase della guerra dei cent'anni tutti gli avvenimenti compresi tra il 1337 ed il 1389.
Nel maggio 1369, il Principe Nero, figlio di Edoardo III d'Inghilterra, rifiutò di recarsi a Parigi per rendere omaggio al re di Francia (di cui egli, come tutti i Plantageneti, era formalmente vassallo), e Carlo reagì dichiarando guerra. Il casus belli diventava così pretesto per impossessarsi nuovamente del territorio perso e ufficialmente riconosciuto agli inglesi dal trattato imposto a Brétigny, e fino alla sua morte (1380) i suoi sforzi furono coronati dal successo. Il suo successore, Carlo VI, polverizzò il conflitto in una serie di scaramucce che di fatto crearono una situazione di stallo, aiutato anche dalla poca intraprendenza dell'antagonista, Riccardo II, figlio del Principe Nero. I due firmarono una tregua nel 1389, che fu più volte rinnovata fino al 1415, anno in cui la guerra riprese.

## Carlo V il Saggio

1365: La Francia dopo il trattato di Brétigny.
Territori controllati da Edoardo III
Territori ceduti dalla Francia all'Inghilterra per il trattato di Brétigny
Territori del duca di Bretagna, alleato degli Inglesi

Territori controllati da Edoardo III
     Territori ceduti dalla Francia all'Inghilterra per il trattato di Brétigny
     Territori del duca di Bretagna, alleato degli Inglesi

### La Francia dopo il trattato di Brétigny
Dopo il trattato di Brétigny, il potere regale non aveva più né prestigio, né risorse economiche. Le casse dello Stato erano totalmente vuote ed i movimenti popolari, le Jacqueries, avevano fatto comprendere a Carlo V, che aveva visto uccidere davanti ai propri occhi due marescialli dagli insorti parigini, che il mantenimento della corona passava dal sostegno del popolo. Voleva, dunque, conservare la propria popolarità e si preparò lentamente a riprendere i territori ceduti.
Gli Inglesi avevano le mani legate dal trattato di pace che sarebbe stato annullato dalla ripresa dei combattimenti: per un'idea del delfino, l'accordo aveva previsto che la sovranità del Re d'Inghilterra sui propri nuovi possessi non sarebbe stata effettiva che dopo la rinuncia di essi da parte della Francia e l'abbandono da parte di Edoardo III di ogni pretesa al trono francese sarebbe scattata nello stesso momento. In questo modo, Carlo si era conferito la facoltà di ritardare in maniera indefinita l'applicazione del testo. Egli, dunque, allungò il versamento del riscatto (meno di un terzo del quale fu effettivamente pagato) ed il procedimento di cessione delle terre cedute.

### Carlo V sul trono

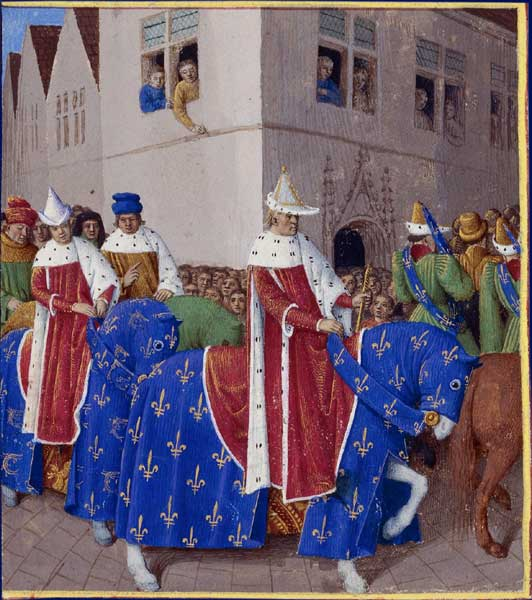
Carlo V a cavallo

Nel 1364 Giovanni II il Buono morì in cattività a Londra (vi era tornato volontariamente dopo la liberazione per supplire alla fuga del figlio Luigi d'Angiò che era arante degli accordi di pace). Carlo il Malvagio, escluso nel 1361 dalla successione al titolo di Duca di Borgogna a favore di Filippo II l'Ardito, volle impedire la consacrazione di Carlo V a Reims, ma Bertrand du Guesclin lo sconfisse nel corso della battaglia di Cocherel e mise fine alla guerra civile. Il Re, quindi, lo incaricò di allontanare le bande di mercenari smobilitati che saccheggiavano le campagne (note come Grandi Compagnie) recandosi in Spagna a difendere i diritti al trono di Castiglia di Enrico di Trastamara che era in conflitto contro Pietro il Crudele..
Pacificando il regno e diminuendo le imposte più gravose, Carlo V ridiede popolarità alla monarchia, rafforzò il potere reale e conquistò il favore dei francesi, nei quali ormai nasceva il primo embrione di ciò che in seguito sarebbe diventato il sentimento nazionale. Edoardo III, d'altro canto, decretò l'inglese nuova lingua nazionale del proprio regno (fino ad allora nella corte dei Plantageneti si era sempre parlato francese), sancendo la rottura col passato e con l'altra sponda della Manica. Ciò, tuttavia, suscitò malcontento in Aquitania.

### Politica estera
Carlo V, brillante stratega e diplomatico d'alto profilo, estese il conflitto castigliano ai paesi vicini e gran parte dell'Europa s'impegnò direttamente in esso. Pietro il Crudele, in gran difficoltà, dovette chiedere aiuto a due valorosi capitani inglesi, John Chandos ed il Principe Nero (suo cognato). Le truppe inglesi furono dunque impegnate in Castiglia fino al 1369.
Quanto al Sacro Romano Impero, ad est, Carlo V riuscì a trasformare la precedente ostilità in una benevola neutralità: fu sempre molto vicino al proprio zio materno imperatore Carlo IV, al quale rese omaggio nel 1357 per via del Delfinato. Questa amicizia permise nel 1363 di affidare il Ducato di Borgogna, il cui trono era vacante da due anni, al fratello Filippo l'Ardito e di vincere Carlo il Malvagio. Per assicurarsi il sostegno delle Fiandre, provvide ad impedire il matrimonio di Margherita di Fiandra con Edmondo, figlio di Edoardo III, grazie al sostegno di papa Urbano V. Riuscì, poi, ad organizzare un suo matrimonio con Filippo l'Ardito. Intavolò trattative col Re di Scozia David Bruce e con quello di Danimarca, aventi entrambi ottimi motivi di contrasto con l'Inghilterra. Si guadagnò, inoltre, l'amicizia di Owain ap Tomas ap Rhodri, aspirante al trono del suo paese.

## La ripresa del conflitto

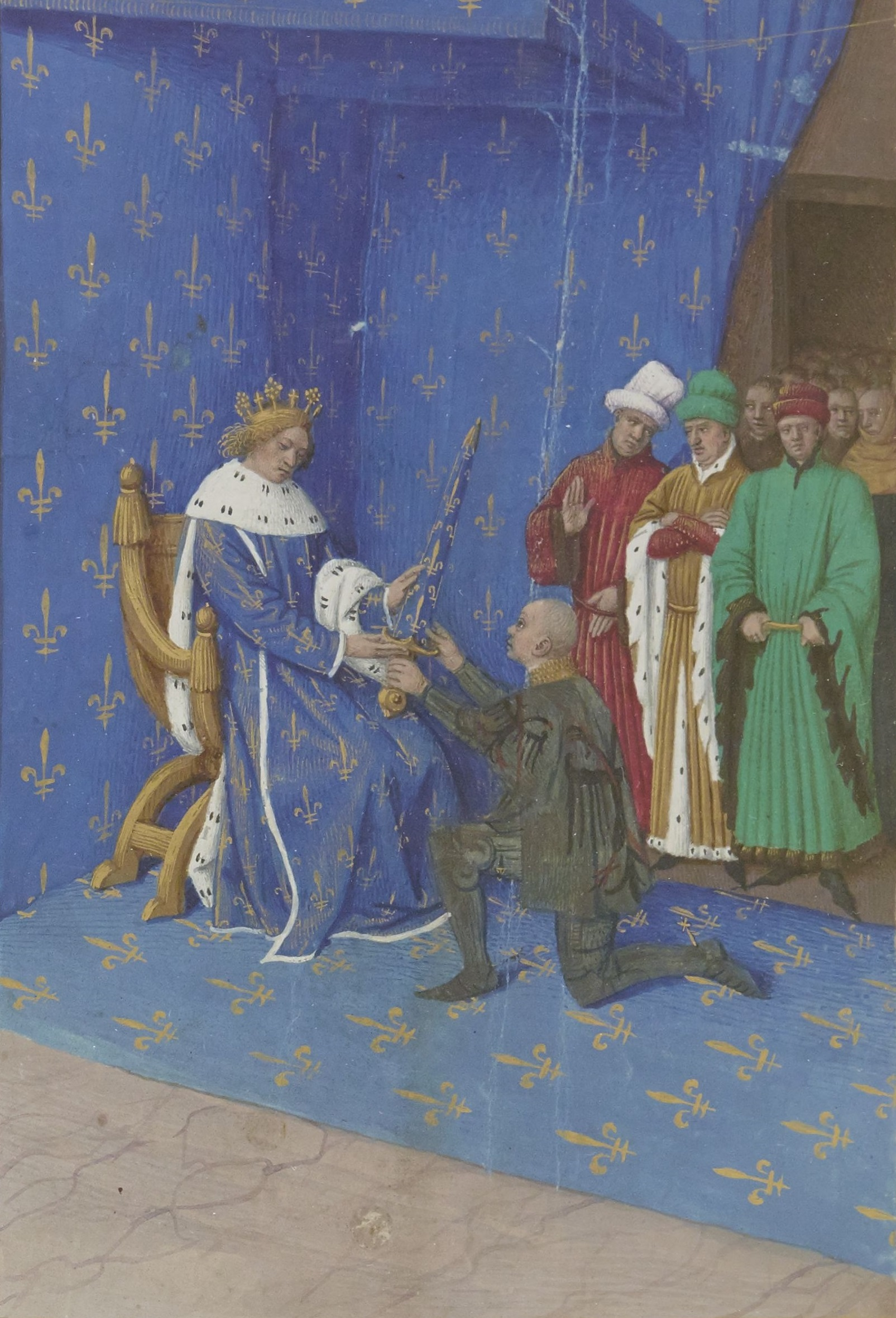
Bertrand du Guesclin nominato Connestabile

Nel 1368 il Re di Francia si sentì abbastanza forte per sconfiggere Edoardo III ed accettò di accogliere l'appello del conte d'Armagnac, in contesa col Principe Nero per via delle numerosissime imposte emesse da quest'ultimo atte a finanziare le proprie campagne in Spagna; la Guyenna servì ancora una volta come pretesto per il conflitto. Il trattato di Brétigny avrebbe assegnato agli inglesi la piena sovranità sulla regione, ma la doppia rinuncia prevista - inglese riguardo alla corona di Francia, francese riguardo all'Aquitania - non aveva mai avuto luogo ed il passaggio di sovranità era stato continuamente rimandato. Legalmente, nulla si sarebbe potuto opporre alla ripresa delle ostilità. Entrambi i sovrani, così, dichiararono il trattato nullo e la guerra riprese, ma Carlo V, eccellente giurista, riuscì a far apparire la ragione dalla propria parte.
Egli, inoltre, ben presto riuscì a volgere a proprio favore le sorti del conflitto. Rinunciando alle battaglie campali che si erano rivelate un fallimento per suo padre, costituì dei piccoli eserciti posti sotto il comando di capitani esperti e fidati (come Bertrand du Guesclin e suo cugino Oliviero di Mauny) e formate da volontari agguerriti e le usò in una guerra di scaramucce ed assedi, conquistando poco alla volta il territorio del nemico. La diplomazia, inoltre, non rimase inattiva ed egli raccolse i frutti del proprio sostegno ad Enrico di Trastamara: l'alleanza con i Castigliani condusse all'annientamento della flotta inglese nella battaglia di La Rochelle (22 giugno 1372).
Private del supporto logistico, le piazzeforti cedute nel trattato di Brétigny caddero una dopo l'altra: Poitiers nel 1372, mentre Bergerac nel 1377. Gli inglesi, da parte loro, continuarono al tecnica della cavalcata, molto facili da far accettare dal parlamento, poiché non costavano nulla, ma disastrose per l'immagine dell'Inghilterra nei territori saccheggiati: esse non facevano che attizzare l'odio nei loro confronti e rinforzavano ogni volta la fedeltà della popolazione a Carlo V.
La sfaldatura delle due nuove nascenti nazioni cresceva in continuazione. Il re di Francia badava a conquistare la benevolenza delle regioni conquistate tramite la concessione di numerosi privilegi. In particolare cercò sempre di limitare l'infeudazione dei nuovi territori, sfruttando il fatto che la nobiltà francese fosse stata decimata dalla peste e dalle grandi battaglie della precedente fase del conflitto.

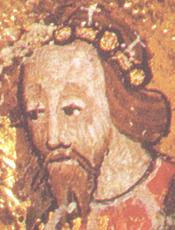
Il Principe Nero

«Preferisco i paesi bruciati alla terra perduta» sosteneva il sovrano francese. Carlo lasciò dunque il regno alla mercé dei devastatori inglesi che provocavano immense sofferenze alla popolazione civile. Ad ogni cavalcata, il monarca ordinava ai contadini di rifugiarsi nelle città con tutte le scorte, praticando la tattica della terra bruciata. Più gli Inglesi avanzavano nel territorio, più il vettovagliamento si rendeva difficile; tormentati dai Francesi che tendevano loro continue imboscate, i loro eserciti erano rapidamente indeboliti e numerosi valorosi capitani britannici (come il Principe Nero e lo stesso Edoardo III) furono costretti a ripiegare per evitare il disastro.

## La vittoria francese
Tra il 1369 ed il 1375 i Francesi riconquistarono la quasi totalità delle terre perdute in precedenza e tolsero perfino al nemico tutti i suoi possessi precedenti alla guerra, con le eccezioni di Calais, Cherbourg, Brest, Bordeaux, Bayonne e qualche castello sul massiccio centrale. I negoziati condotti tra il 1375 ed il 1377 non condussero a nulla. Gli inglesi non potevano più sostenere Giovanni IV di Bretagna e Carlo V confiscò il suo ducato (1378).
Sebbene fortemente sostenuto dai propri baroni e dal nazionalismo bretone che gli permisero di non soccombere totalmente, il duca dovette riavvicinarsi progressivamente ai francesi. Così, sottrasse Brest agli inglesi nel 1391 in virtù del secondo trattato di Guérande.
Nel 1378, la visita in Francia dell'imperatore Carlo IV consacrò la vittoria di Carlo il Saggio.
Gli storici francesi collocano in questo punto il termine della prima fase della guerra dei cent'anni: con la vittoria di Carlo V le due parti tentarono più volte, ma senza troppi risultati, una ricomposizione. Negli anni che seguirono le ostilità si interruppero (tregua del 1389) per riprendere solo con la follia del figlio del sovrano vittorioso, Carlo VI, e la guerra civile tra Armagnacchi e Borgognoni.